# Albert Pla i Álvarez
Albert Pla i Álvarez   (Sabadell, 22 de setembre de 1966) és un cantautor, actor i escriptor català. Les seves creacions musicals i els seus concerts barregen un to infantil, controvertit, provocador i de denúncia, cosa que el fa molt difícil de classificar en un corrent musical determinat.

## Trajectòria
Va publicar el seu primer disc Ho sento molt el 1990. Després ha produït una desena d'àlbums, tant en solitari com en col·laboració amb altres músics i artistes com Manolo Kabezabolo, Roberto Iniesta, Estopa, Fermin Muguruza, Quimi Portet, Kase-O, Quico Pi de la Serra, Diego Cortés, Muchachito Bombo Infierno, Pascal Comelade i Joan Miquel Oliver entre d'altres, a més a més d'homenatjar a Pau Riba i Jaume Sisa en més d'una ocasió.
Les actuacions i gires d'Albert Pla sovint tenen un fort component teatral, no només en l'escenografia, sinó en la mateixa execució del cantant. Des del 2003, després de la gira-espectacle Canciones de Amor y Droga, que va rebre el premi Enderrock i el premi PEMOC al millor espectacle en viu del 2004, Pla compta regularment amb la col·laboració de l'artista Judit Farrés en les seves actuacions, amb la qual també ha dirigit el seu propi film i espectacle musicoteatral El malo de la película (2006).

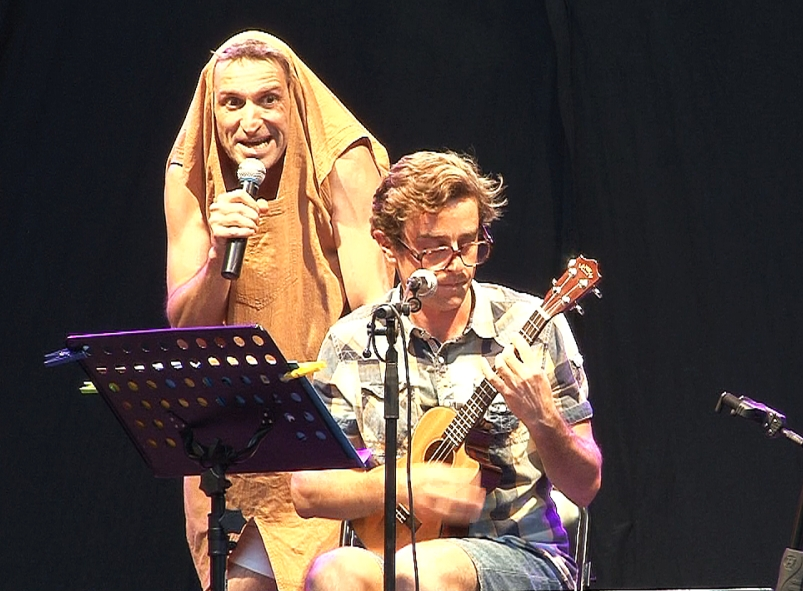
Albert Pla amb The Pinker Tones al Festival Acústica Figueres

### Cinema, teatre i televisió
Pla també ha col·laborat en diverses produccions cinematogràfiques tant en el pla musical com en el d'actor o director.
- Airbag (1997) de Juanma Bajo Ulloa. Com a actor.
- A los que aman (1998) d'Isabel Coixet. Com a actor.
- De nens (2003), documental de Joaquim Jordà.
- Honor de cavalleria (2006) d'Albert Serra.
- El malo de la película (2006). Codirigit amb Judit Farrés.
- Pepe Sales. Pobres pobres que els donguin pel cul (2007), documental. Codirigit amb Lulú Martorell.[1]
- Murieron por encima de sus posibilidades (2015) d'Isaki Lacuesta.
- Laia (2016)
- Nit i dia (2017) Com a actor.
- La vampira de Barcelona (2020) Com a actor.
- Fácil (2022) Com a actor.
- La mesías (2023) Com a actor.

A més, Pla ha fet diverses incursions en el món del teatre, com en l'obra Caracuero (1996) de Helmut Krausser, amb més de 150 representacions, on fa el paper protagonista, o en l'espectacle Llits (2009) de Lluís Danés, on representa a l'acròbata El Gran Lectus.
Al llarg dels anys Pla ha anat diluint la frontera entre el teatre i la música, estrenant espectacles com Rolf & Flor (2013) al costat del grup The Pinker Tones, o el que ell denomina irònicament «espectacles multimerda» (música, teatre i audiovisuals) com El malo de la película (2006), o Guerra (2015) amb Fermin Muguruza i Refree. També ha col·laborat programa de televisió Natura sàvia de TV3 amb Quimi Portet i Peyu.

### Literatura
El 2015, Pla va publicar la seva primera novel·la titulada España de mierda, traduïda al català com Espanya de merda per l'escriptor Martí Sales, un viatge per carretera per una Espanya «apocalíptica i dantesca on l'humor i el drama fan equilibris per mostrar-nos la caricatura d'un país de cagar i no eixugar-se».
L'any 2020 publicà la seva segona novel·la, Espanya en guerra, a partir de la idea d'uns «soldats estatunidencs que desembaquen a Catalunya perquè volen esclafar la rebel·lió catalana després d'haver declarat la independència».

## Controvèrsies
Albert Pla ha causat sovint polèmica en les seves lletres i declaracions i, a vegades ha topat amb la censura, com en la lletra de la cançó «La dejo o no la dejo», on narra la història d'amor amb una dona terrorista, que li va costar romandre un any allunyat dels escenaris, o «Carta al Rey», dirigida a Joan Carles I d'Espanya, a la qual va haver de canviar-ne el títol per «Carta al Rey Melchor».
També ha reconegut públicament que «li fa fàstic ser espanyol» i ha afirmat no poder unir-se a la cadena humana de la Diada perquè «estava fent un bolo en castellà al Poble Espanyol de Barcelona en una festa xarnega».
L'agost de 2020, Pla estrenà la websèrie España de Borbón, estrenada directament al seu canal de Youtube, es tracta d'una «sèrie històrica», que fa un recorregut per la saga que va començar amb Felip V i que, de moment, arriba fins a Felip VI. Pla, novament amb un format casolà, juga amb els límits del sarcasme i la credulitat per qüestionar el paper de l'exèrcit, la política parlamentària i els mitjans de comunicació en la construcció del mite joancarlista.

## Discografia
- Ho sento molt (PDI, 1989)
- Aquí s'acaba el que es donava (PDI, 1990)
- No sólo de rumba vive el hombre (BMG Ariola, 1992)
- Supone Fonollosa (BMG Ariola, 1995)
- Veintegenarios en Alburquerque (BMG Ariola, 1997)
- Anem al llit (BMG Ariola, 2002)
- Cançons d'amor i droga (Pla es fa el Sales) (BMG Ariola, 2003)
- Vida y milagros (CD + DVD en directe - BMG Ariola, 2006)
- La diferencia (El Volcán, 2008)
- Concert a París (fals directe amb Joan Miquel Oliver, DISCMEDI, 2010)
- Somiatruites (amb Pascal Comelade, Boa, 2011)
- Miedo (amb Raül Refree, Enunplisplas/Altafonte, 2018)[8]